# Teahna Daniels
Teahna Daniels (ur. 27 marca 1997) – amerykańska lekkoatletka, sprinterka. 
W 2014 brała udział w mistrzostwach świata juniorów w Eugene, podczas których zdobyła złoty medal w sztafecie 4 × 100 metrów. W 2015 sięgnęła po złoto i brąz mistrzostw panamerykańskich juniorów w Edmonton.
Złota medalistka mistrzostw NCAA.

## Igrzyska olimpijskie
| Miejsce | Dzień      | Rok  | Miejscowość | Konkurencja        | Czas biegu | Strata   | Zwycięzca       |
| ------- | ---------- | ---- | ----------- | ------------------ | ---------- | -------- | --------------- |
| 7.      | 31 lipca   | 2021 | Tokio       | bieg na 100 m      | 11,02 s    | + 0,41 s | Elaine Thompson |
| srebro  | 6 sierpnia | 2021 | Tokio       | sztafeta 4 x 100 m | 41,45 s    | + 0,43 s | Jamajka         |

## Mistrzostwa świata
| Miejsce | Dzień          | Rok  | Miejscowość | Konkurencja        | Czas biegu | Strata   | Zwycięzca         |
| ------- | -------------- | ---- | ----------- | ------------------ | ---------- | -------- | ----------------- |
| 7.      | 29 września    | 2019 | Doha        | bieg na 100 m      | 11,19 s    | + 0,48 s | Shelly-Ann Fraser |
| brąz    | 5 października | 2019 | Doha        | sztafeta 4 x 100 m | 42,10 s    | + 0,66 s | Jamajka           |

## Rekordy życiowe
- Bieg na 60 metrów (hala) – 7,11 (2016)
- Bieg na 100 metrów – 10,83 (2021)
- Bieg na 200 metrów – 22,10 (2020)